# 索菲卡
49°24′11″N 30°41′19″E / 49.40306°N 30.68861°E
索菲卡（烏克蘭語：Софійка）是位於烏克蘭北部的村莊，由基辅州白采爾克瓦區的梅德文市鎮負責管轄。該村面積0.5平方公里，海拔高度189米，2001年人口144，人口密度每平方公里288人。